# Marchesato di Fosdinovo
Il marchesato di Fosdinovo era un feudo imperiale mediato situato in Lunigiana, governato da un ramo dei Malaspina dello Spino Fiorito dal 1355 al 1797. Oltre a Fosdinovo, sede del marchese sovrano, comprese molti borghi, fra i quali: Gragnola, Canepari, Carignano, Posterla, Ponzanello, Marciaso, Giucano, Pulica, Cortila, Viano e Castel dell'Aquila.

## Storia

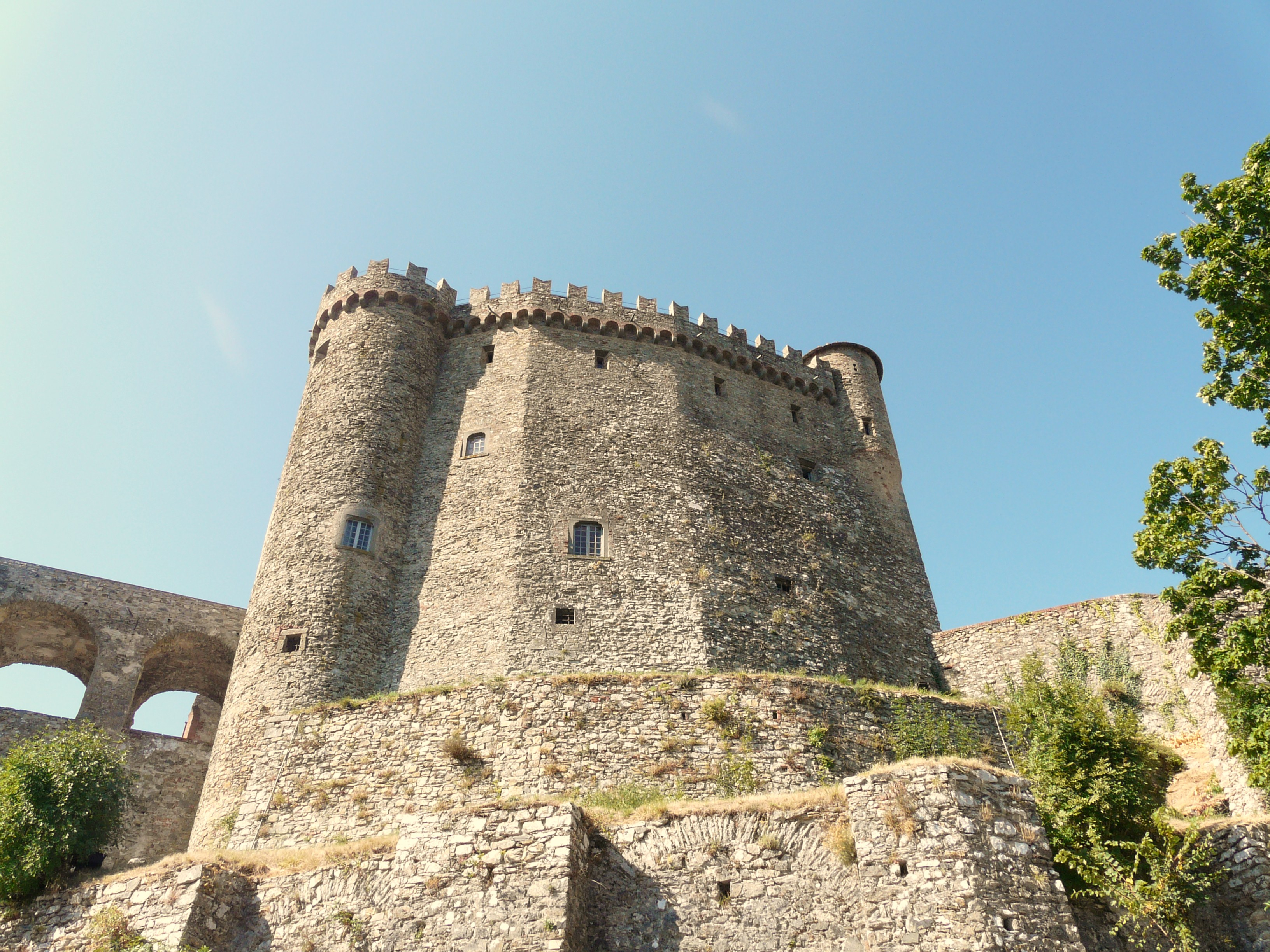
Il castello di Fosdinovo

Fosdinovo era uno dei tanti feudi imperiali che costellavano la Lunigiana: fu l'imperatore Carlo IV di Lussemburgo, in viaggio verso Roma, a conferire il rango marchesale, nel 1355, agli eredi di Spinetta Malaspina il Grande (primo signore di Fosdinovo, 1340-1352): Gabriele, Guglielmo e Galeotto Malaspina.

Il territorio, fino a quel momento, era appartenuto ai vescovi di Luni: occupato dal 1317 al 1328 dal signore di Lucca Castruccio Castracani, fu Spinetta a riconquistarlo ponendo le basi, anche con l'ingrandimento del possente castello, del prestigio di questo ramo dei Malaspina dello Spino Fiorito. L'investitura dell'Imperatore sancì anche il trasferimento della sede dell'ufficio del vicario imperiale da San Miniato al Tedesco (conquistata nel corso del XIV secolo da Firenze) a Fosdinovo, con i Malaspina che ne assunsero la carica ereditaria fino alla fine dell'Ancien Régime.
Nel 1361, dopo la morte di Gabriele Malaspina (1359), il marchesato venne spartito tra i fratelli di questi, Guglielmo e Galeotto Malaspina, decretando che il feudo di Fosdinovo sarebbe rimasto nelle mani di Galeotto, che viene considerato a tutti gli effetti il primo marchese di Fosdinovo (1361-1367).[4] La divisione si rimarginò già nel 1374, a causa della repentina estinzione della discendenza di Guglielmo.
Nella seconda metà del XIV secolo, il feudo fosdinovese confinava a sud con Sarzana, ad est con la repubblica di Lucca, a nord con i marchesati di Olivola e Bibola, ad ovest con Sarzana e Santo Stefano. La sua posizione, tra gli Appennini ed il mare, era considerata strategica.
Nel 1393 il marchesato subì una frammentazione ad opera dei figli di Galeotto (che intanto era stato tumulato in un artistico sarcofago nella chiesa di San Remigio): Spinetta II Malaspina, già duca di Gravina in Puglia (25 marzo 1385), si riservò Fosdinovo con la fortezza; Gragnola passò invece al fratello Leonardo I Malaspina. I signori di Fosdinovo, onde meglio tutelarsi, strinsero un valido accordo con la repubblica di Firenze, fin dal 1410 con la reggente al trono Margherita Barbiano: ciò era utile per frenare l'aggressività dei Visconti di Milano.
Con Antonio Alberico I Malaspina, il Marchesato si ampliò notevolmente, ampliandosi per alterne vicende sul marchesato di Olivola (1412), su quello di castel dell'Aquila (1418) e su Massa (1441). Inoltre, vennero mantenuti gli antichi domini di Verona, risalenti all'operato di Spinetta Malaspina il Grande, amico di Cangrande I della Scala. Nel 1445, alla morte del marchese, i vari domini vennero a mano a mano ceduti ai legittimi eredi, finché nel 1467 il Marchesato di Fosdinovo si restrinse nuovamente, andando a perdere Gragnola, Massa e i domini di Verona, ma mantenendo Olivola e Bibola, ceduta dai marchesi di Aulla nel 1451.
Il nuovo marchese di Fosdinovo fu Gabriele II (1467-1508), che ebbe cura dell'assetto urbanistico di Fosdinovo, dei restauri della fortezza e del duomo, della costruzione dell'oratorio dei Bianchi, senza scordare il consolidamento del trattato con Firenze. Il rapporto con la Repubblica Fiorentina cambiò drasticamente, però, dopo la morte di Lorenzo de' Medici (1492), portando Fosdinovo ad attaccare, insieme ai francesi, il presidio fiorentino di Fivizzano (1494). 

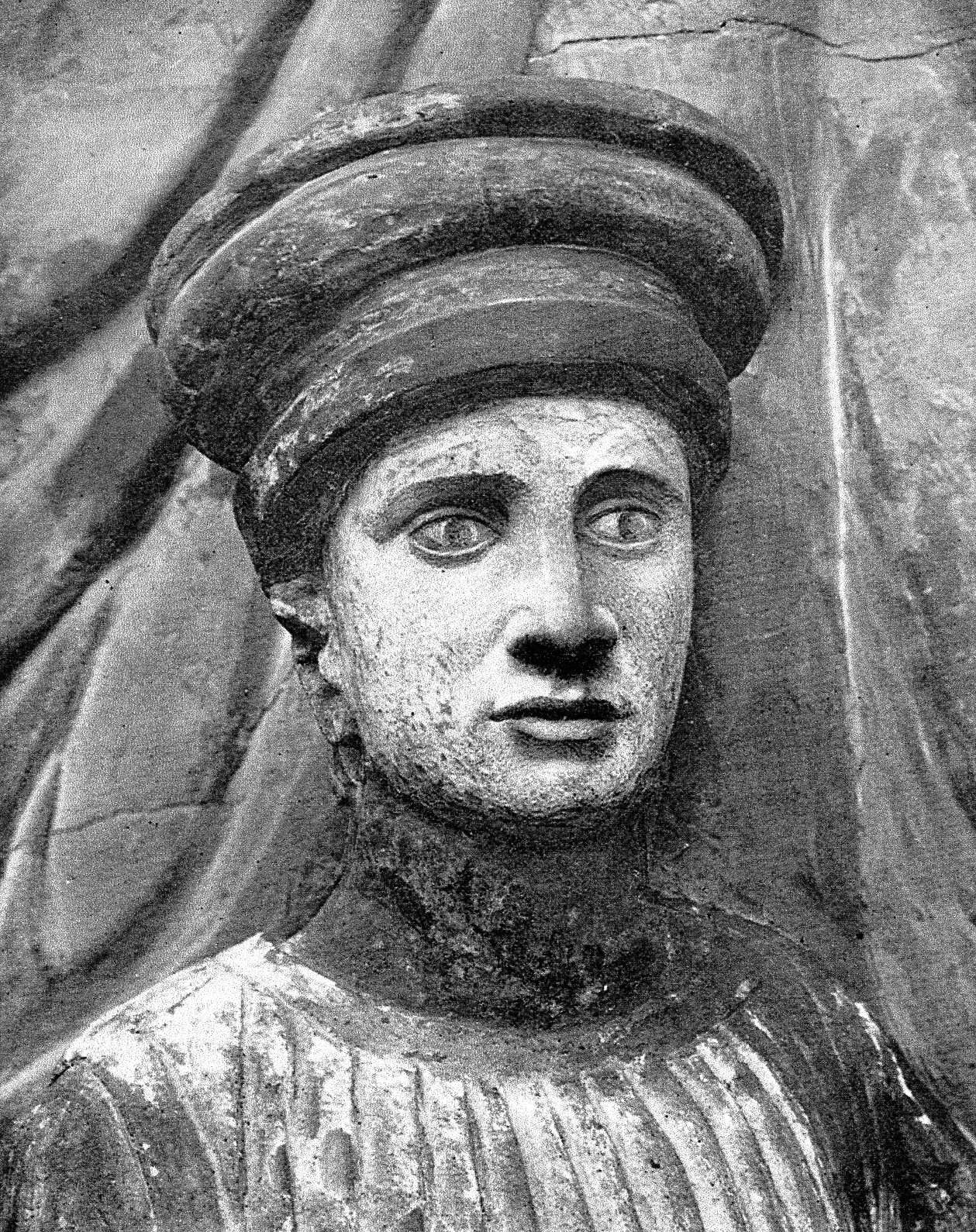
Spinetta Malaspina (1282-1352)
(Victoria and Albert Museum, Londra)

Il marchese Andrea (1565-1610) sarà ricordato, invece, per la definizione degli Statuti nel 1577 in cui emergevano le peculiarità giuridiche del piccolo Stato (Carlo V aveva elevato Fosdinovo al rango di Città Imperiale). Il signore, titolare del mero et mixto imperio, nominava il podestà che aveva funzioni giurisdizionali in collaborazione con i notari e gli attuari; sceglieva pure il console ed i camerlenghi che avevano il compito di denunciare i delitti commessi dai sudditi. Una milizia armata vigilava sulla sicurezza della famiglia marchionale, sui borghi ed i confini del feudo. Il marchese aveva perfino la possibilità di conferire una laurea e di legittimare i figli naturali.
I marchesi, inoltre, detenevano altre prerogative: l'esclusivo possesso della colombaia, il monopolio dei molini, dei frantoi, dei forni, della caccia e pesca e la pretesa che i fosdinovesi operassero senza essere retribuiti alla manutenzione delle strade, del castello e dei palazzi.
Nel 1642, sotto Giacomo II Malaspina, il Marchesato di Gragnola, rimasto privi di eredi, tornò sotto il dominio di quello fosdinovese.
Nel 1666 l'imperatore Leopoldo I d'Asburgo concesse a Pasquale Malaspina (1663-1669) la facoltà di battere moneta propria in oro, argento o mistura. Fu subito costruito l'edificio della zecca ed i testoni e i luigini di Fosdinovo (con il nome suo e l'effigie soprattutto della moglie Maria Maddalena Centurione) sono tuttora ricercati dai collezionisti, anche se alcuni erano contraffatti. Non avendo prole maschile, il successore di Pasquale fu suo fratello Ippolito (1669-1671), poi amministrò il feudo la consorte Cristina Pallavicino, reggente per il figlio Carlo Francesco Agostino (1671-1722). L'officina, gestita dal genovese Tommaso Grandi, svolse l'attività fino al 1677. L'ultima moneta coniata dalla zecca, nel 1677, fu una mezza lira con i ritratti della marchesa Cristina e del giovanissimo sovrano.
A Carlo Francesco Agostino succedette Gabriele III (1722-1758), ricordato per aver completato i lavori della villa Malaspina, residenza estiva sita a Caniparola e fatta costruire l'arteria principale del marchesato fino a Fosdinovo.
Carlo Emanuele (1759-1797 e 1800), infine, fu l'ultimo marchese sovrano. Prima dell'estinzione del feudo, occupato dai francesi nel 1797, si interessò molto all'arte e all'architettura: incrementò, infatti, sostenuto dalla sposa Eugenia Pinelli, la ricca biblioteca del castello, abbellì il teatro e si occupò anche degli impianti sportivi con un campo per il gioco del pallone (come a Firenze).
In seguito alla soppressione, il 6 agosto 1806, del Sacro Romano Impero da parte dell'imperatore Francesco II e alla fine del dominio napoleonico, l'art. 98 dell'atto finale del Congresso di Vienna stabilì l'attribuzione degli ex feudi imperiali della Lunigiana, tra cui Fosdinovo, alla restaurata duchessa di Massa e Carrara, Maria Beatrice d'Este, la quale però li cedette quasi subito (con convenzione del 20 dicembre 1815), al figlio ed erede Francesco IV di Modena. Si determinò così la loro incorporazione nel ducato di Modena e Reggio e Fosdinovo fu scelta come capoluogo della Lunigiana estense.
Il castello rientrò in possesso, alla fine dell'Ottocento, dei Torrigiani-Malaspina, discendenti per via femminile dai marchesi di Fosdinovo, ai quali tuttora appartiene.

## Variazioni territoriali
1340: Spinetta Malaspina diventò unico signore di Fosdinovo.
Marzo 1352: Gabriele, Guglielmo e Galeotto Malaspina ereditarono il feudo conquistato dallo zio e assumono il rango di signori di Fosdinovo, Marciaso, Comano e delle Terre dei Bianchi.
1355: Carlo IV di Lussemburgo investì gli eredi di Spinetta del titolo di marchesi di Fosdinovo, sancendo la nascita dell'omonimo marchesato, comprendente: Fosdinovo, Tendola, Zuccano (oggi Giucano), Marciaso, Cecina, Cortila, Bardona, Colla, Tenerano, Viano, Gragnola, Isolano, Monzone, Vinca, Ajola, Equi, Capriano, Prato-Alebbio, Lorenzano, Massa e Montignoso, Castelnuovo, Vallecchia, San Terenzo, Gorasco e i diritti sulla Corte di Monte de' Bianchi in Felettina, oggi Migliarina,

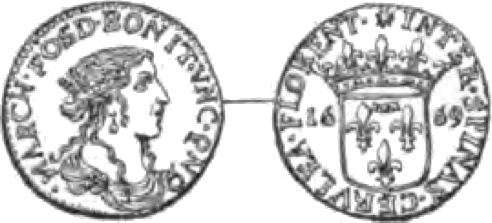
Luigino della marchesa Maria Maddalena Centurione, moglie di Pasquale Malaspina, 1669

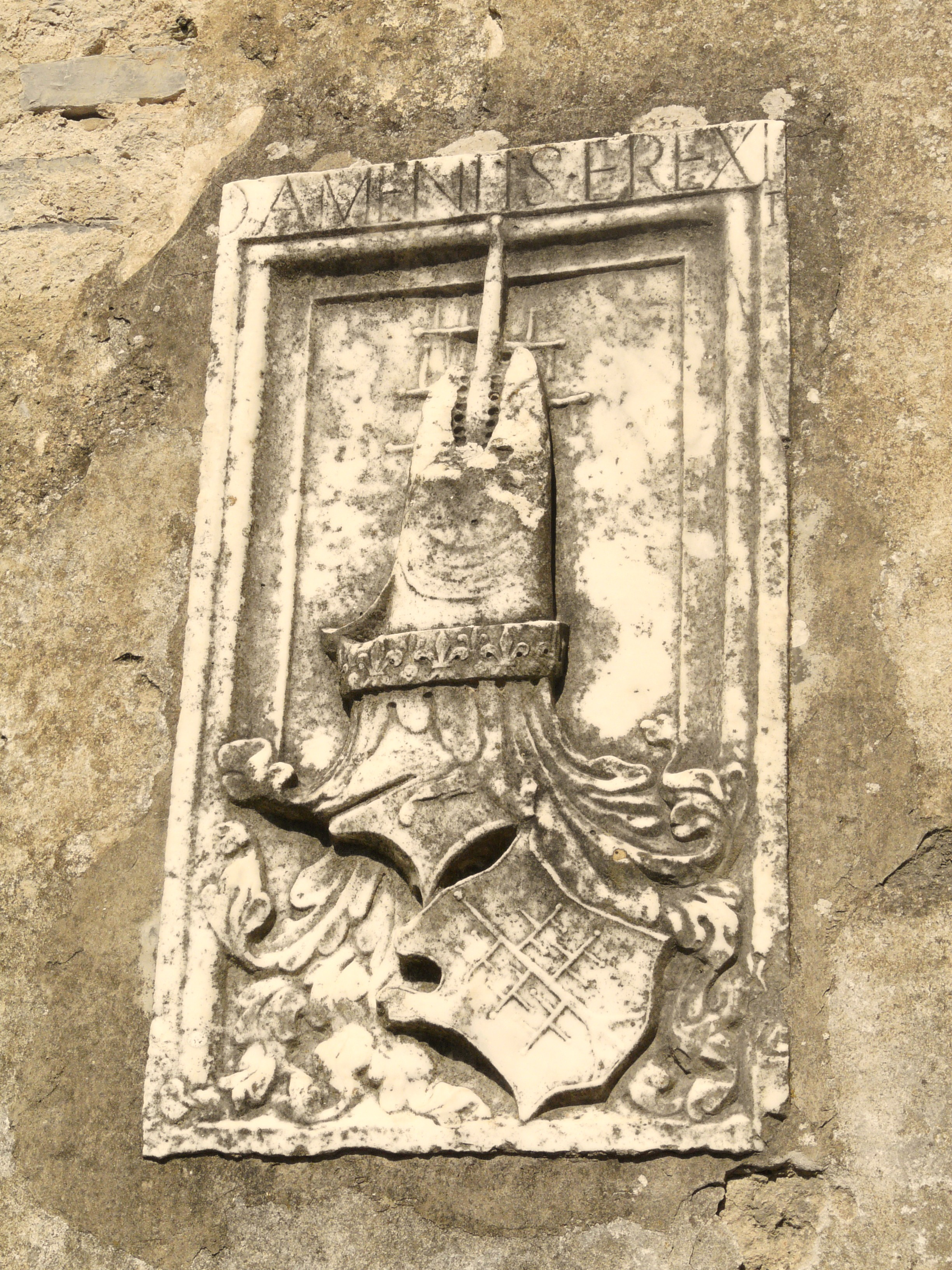
Stemma dei Malaspina di Fosdinovo visibile nel castello

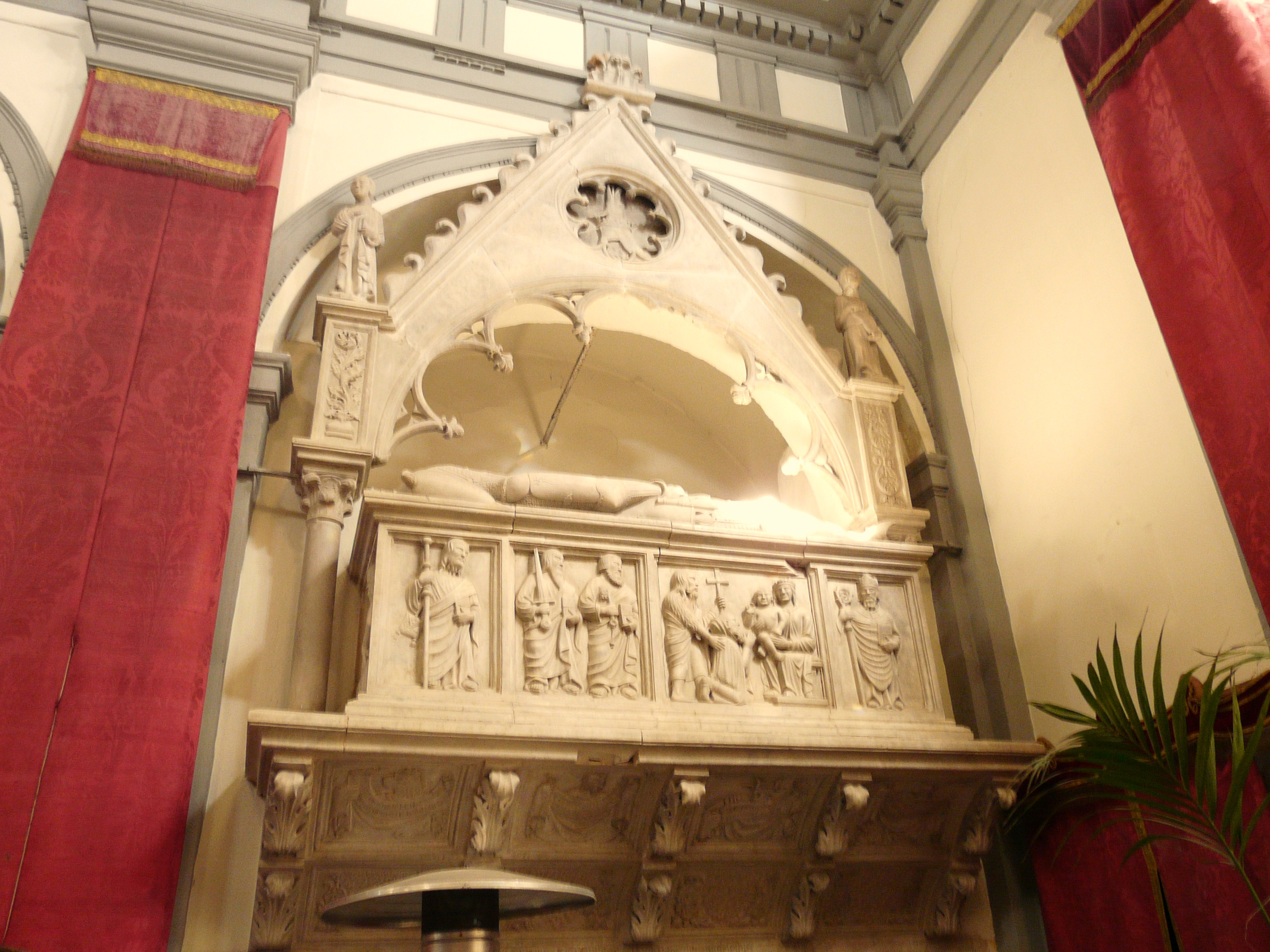
Monumento funebre di Galeotto I Malaspina nella Chiesa di San Remigio (Fosdinovo)

1355-1361: il marchesato non venne suddiviso tra i tre eredi fino alla morte di Gabriele Malaspina (1359), a cui seguì una divisione tra i due rimanenti fratelli (1361)
1361: a seguito della spartizione, a Galeotto I Malaspina viene attribuito il titolo di marchese di Fosdinovo e il governo su Fosdinovo, Tendola, Zuccano (oggi Giucano), Marciaso, Cecina, Cortila, Bardona, Colla, Tenerano e Viano.
1374: con l'estinzione repentina della discendenza di Guglielmo Malaspina, il marchesato di Fosdinovo tornò nelle dimensioni precedenti alla spartizione del 1361.
1393: con la morte di Gabriele I Malaspina (1390), si assistette ad una nuova spartizione del marchesato (1393) tra i restanti fratelli. A Spinetta II Malaspina spettò il feudo di Fosdinovo, comprensivo di Fosdinovo, Marciaso, Tendola, Posterla, Colla, villa di Bardine inferiore, San Terenzo, Giucano (allora chiamato Zuccano), Pompilio, Cecina, Castelnuovo, Vallecchia, Gorasco e altri villaggi minori e il titolo di marchese di Fosdinovo. Da Spinetta trae dunque origine il casato di Fosdinovo, mentre dal fratello Leonardo I Malaspina deriva il casato del marchesi di Castel dell'Aquila.
1412: con l'estinzione del ramo dei Malaspina di Olivola, i loro possedimenti vennero incorporati nel marchesato di Fosdinovo e di Castel dell'Aquila. I possedimenti comprendevano, oltre ad Olivola, Agnino, Bigliolo, Groppo S. Piero, Pulica e Pallerone.
Agosto 1418: come conseguenza dell'eccidio perpetrato da Leonardo II Malaspina (figlio di Leonardo I Malaspina) ai danni del marchese della Verrucola, gli antichi vassalli dell'Aquila, di Gragnola, di Gassano, di Vezzanello e di Viano decidono di sottomettersi spontaneamente al Marchese di Fosdinovo Antonio Alberico I Malaspina.
1430-1432: occupazione, da parte di Antonio Alberico I Malaspina, dei territori di Carrara, Avenza, Moneta e Massa, fino ad allora dipendenti dalla repubblica di Lucca.
1432: perdita delle città appena conquistate in favore di Niccolò Piccinino, capitano di ventura al soldo di Filippo Maria Visconti, duca di Milano
26 aprile 1433: a seguito del trattato di Ferrara, stipulato il 26 aprile 1433, il duca di Milano riconobbe Antonio Alberico quale vassallo imperiale e gli restituì i territori occupati da Niccolò Piccinino.
8 dicembre 1441: A seguito del tentativo di impadronirsi della rocca Malaspina di Massa compiuto da una fazione di cittadini, il popolo del borgo e della vicaria di Massa offrì la signoria ad Antonio Alberico; l’atto di sottomissione, con un accordo favorevole ai massesi e con i relativi capitoli, venne redatto dal notaio Antonio da Moncigoli in data 8 dicembre 1441. Pertanto, con questa nuova annessione, Antonio Alberico I Malaspina si può fregiare, per primo, del titolo di signore di Massa ed il feudo imperiale di Fosdinovo diventò a tutti gli effetti un piccolo Stato indipendente e così rimane fino al 1797, quando la geopolitica venne stravolta dalla discesa in Italia di Napoleone Bonaparte.
9 aprile 1445: con la morte di Antonio Alberico, si assistette a nuove spartizioni del marchesato; la prima è quella che portò alla rinascita del marchesato di Gragnola, con il secondogenito Lazzaro I Malaspina. Il resto dei territori rimasero sotto il primogenito Giacomo I Malaspina.
24 settembre 1451: acquisto da Giacomo Ambrogio Malaspina di Aulla della rocca e del centro di Bibola, che si unì al marchesato di Fosdinovo.
17 novembre 1467: divisione definitiva dei domini di Antonio Alberico I Malaspina. Il titolo di marchese di Fosdinovo fu ereditato dal terzogenito Gabriele II Malaspina. Olivola e il suo castello, Bigliolo, Pallerone e annessi, Vallecchia, Robbiano e Bibola rimasero nel marchesato di Fosdinovo, insieme a tutti i possedimenti risalenti a prima delle conquiste di Antonio Alberico. Vengono dunque a perdersi le terre di Verona e Massa, a favore degli altri due fratelli.
1481: conquista e annessione della roccaforte vescovile di Ponzanello, sotto Gabriele II Malaspina.
1482: per volere della Repubblica fiorentina, una parte del feudo di Fivizzano comprendente Agnino, Ceserano, Magliano e Soliera venne annesso dal marchesato di Fosdinovo. In cambio, il marchesato non avrebbe dovuto reclamare il resto del feudo.
1494: Gabriele II Malaspina assediò, insieme ai francesi, Fivizzano, rompendo l'amicizia con Firenze e violando l'accordo sul feudo di Fivizzano stabilito dodici anni prima. Come conseguenza, si persero i territori annessi nel 1482.
1510: Lazzaro I Malaspina, figlio di Gabriele II Malaspina, diede di nuovo vita ai Malaspina di Olivola, staccando questa, Bigliolo e Pallerone dal marchesato di Fosdinovo.
1529: sotto il marchesato di Lorenzo Malaspina, nel 1529, l'imperatore Carlo V d'Asburgo concesse al marchese di Fosdinovo la primogenitura dell'eredità, confermando l'importante posizione di Vicari imperiali che avevano assunto i marchesi di Fosdinovo: ciò mette fine alle lotte fratricide e alle spartizioni di terre che avevano contraddistinto fino a quel momento il marchesato. Sempre sotto Carlo V, Fosdinovo ottiene il prestigioso titolo di Civitas Imperialis.
1577: riforma degli statuti del marchesato di Fosdinovo, sotto il marchese Andrea Malaspina.
1644: con l'estinzione del ramo dei Malaspina di Castel dell'Aquila, tramite una sentenza della Corte Aulica di Vienna, si verificò il ritorno definitivo del marchesato di Gragnola sotto quello fosdinovese.
10 aprile 1666: concessione da parte dell'imperatore Leopoldo I d'Asburgo del diritto di battere moneta, dietro richiesta scritta di Pasquale Malaspina. Con la concessione, Leopoldo confermò l'esposto della "Breve Informatione" allegata alla richiesta del privilegio, che asseriva che il feudo di Fosdinovo era il principale dell'intera casa Malaspina, sia per questioni demografiche che per la posizione geografica, e dunque il marchese di Fosdinovo fu il primo della famiglia ad esercitare il privilegio di legittimare figli naturali e nominare notai e dottori.
2 luglio 1797: Carlo Emanuele Malaspina aderì favorevolmente all'abolizione dei feudi imperiali imposta da Napoleone con il decreto del 2 luglio 1797, rinunciando alla potestà sovrana sulle terre che per secoli erano appartenute alla sua famiglia e dando vita alla nuova municipalità fosdinovese.
1800: Carlo Emanuele riprese brevemente il potere su Fosdinovo. , ma, con la riorganizzazione della Repubblica Cisalpina, viene emanato un mandato di cattura ai suoi danni ed è costretto a scappare a Pisa, dove muore esule e senza prole il 14 gennaio 1808.
Nel 1797, il marchesato di Fosdinovo comprendeva i seguenti territori: Fosdinovo, Marciaso, Tendola, Posterla, Colla, villa di Bardine inferiore, San Terenzo, Giucano, Pompilio, Cecina, Vallecchia, Gorasco (dal 1355), Groppo S. Piero, Pulica (dal 1412), Bibola (dal 1451), Vallecchia, Robbiano (dal 1467), Ponzanello (dal 1481), Gragnola, Castel dell'Aquila, Viano, Casola, Gassano, Tenerano, Isolano, Monzone, Vinca, Equi, Ajola, Monte de' Bianchi, Ugliano, Montefiore, Argigliano, Codiponte di Cassano, Cortila, Prato-Alebbio, Sercognano, Colognole (dal 1644). Sempre dal 1355, dominava sulle terre dove, nel corso del tempo, nacquero: Carignano, Gignago, Caprognano, Canepari e Caniparola.